# Меримаску
Меримаску (фин. Merimasku) — община и бывший муниципалитет в провинции Исконная Финляндия, губерния Западная Финляндия, Финляндия. Общая площадь территории — 85,38 км², из которых 33,22 км² — вода.
1 января 2009 года община была объединена с городом Наантали и общинами Рюмятюля и Велкуа.

## Посёлки

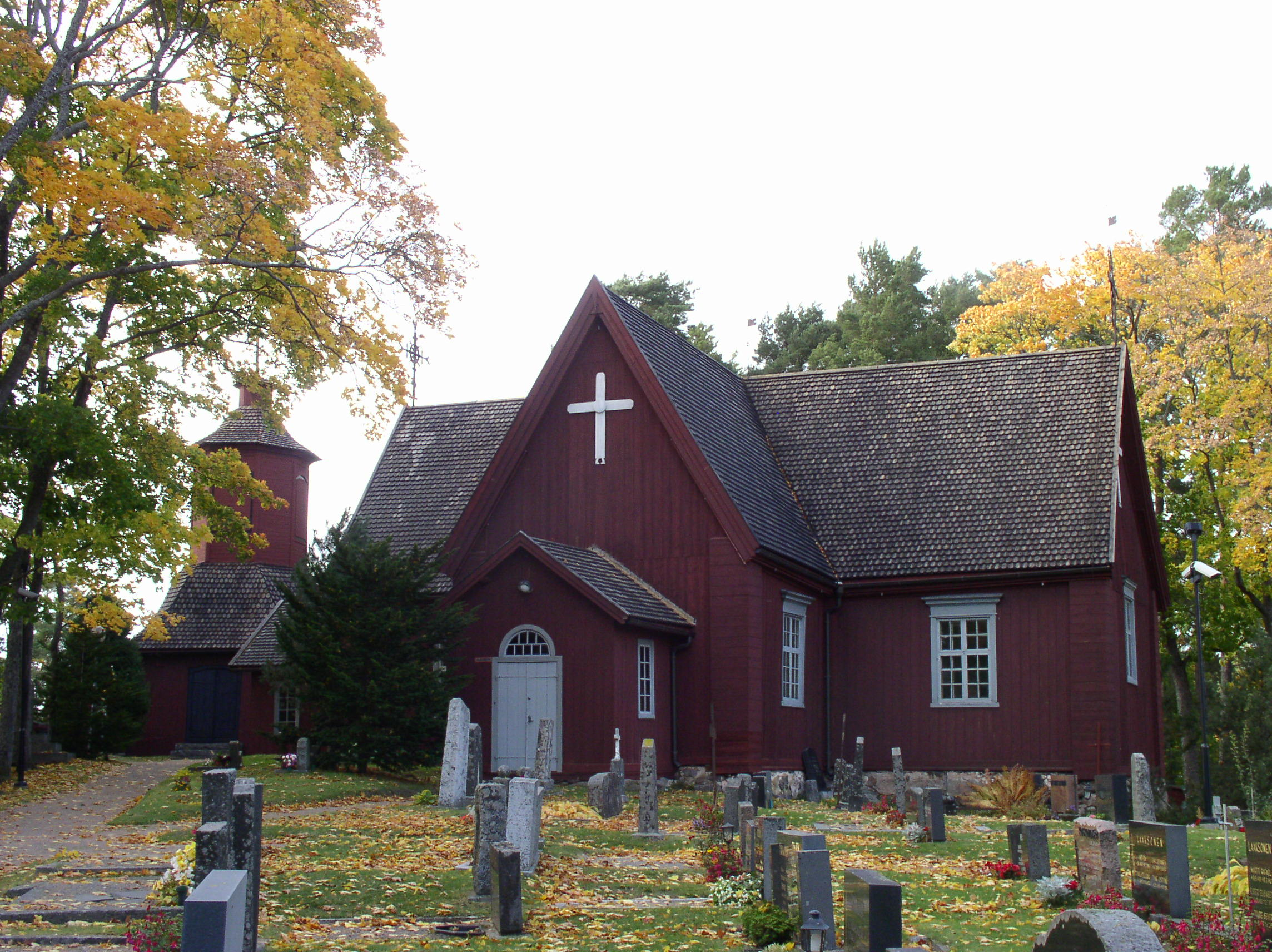
Церковь Меримаску, 1726 год

В состав общины входят более мелкие посёлки и хутора:
Аккола, Искола, Каксойнен, Карьялайнен, Каукало, Ковери, Крякиля, Куколайнен, Куусталахти, Куусниеми, Кёюлиярви, Лиеранта, Лиеттистенмаа (острова Лиетистен), Лиймаа, Луккарайнен, Мялсяля, Похъялайнен, Раутуйнен, Рииттонпяа, Саннайнен, Тааттинен, Таммисаари, Танскила, Тярккинен, Уусикартано, Хейккола, Хирвойнен, Хорья, Ярвенсуу.

## Достопримечастельности
Среди достопримечательностей — лютеранская церковь, построенная в 1726 году на средства Карла Якобссона.
По древности церковь является шестой из действующих деревянных церквей в Финляндии.

## Демография
На 31 декабря 2004 года население составляло 1 513 человек, а на 31 января 2008 года в общине Меримаску проживало 1 659 человек.
Возрастной состав населения в 2008 году:
- до 14 лет — 21,9 %
- от 15 до 64 лет — 66,0 %
- от 65 лет — 12,0 %